# Victor Denis
Victor Pierre Henri Denis (Luik, 23 oktober 1900 - onbekend) was een Belgische roeier.

## Loopbaan
Denis vormde samen met Marcel Roman een team in de dubbeltwee. In 1924 besloten ze samen met Lucien Brouha en Jules George van de concurrerende Luikse club Union Nautique de Liège een boot te vormen op het onderdeel vier met stuurman op de Belgische selectiewedstrijden voor de Olympische Spelen van 1924. Ze konden de selectie afdwingen, maar ze werden samen met stuurman Georges Anthony uitgeschakeld in de herkansing van de eerste ronde. Met dezelfde samenstelling namen ze dat jaar ook deel aan de Europese kampioenschappen in Zürich, waar ze een bronzen medaille haalden.
Denis nam ook deel aan de Olympische Spelen van 1928. Met de acht met stuurman werd hij uitgeschakeld in de reeksen. Na verlies tegen de Verenigde Staten verloor men de herkansing tegen Nederland.

## Palmares

### dubbel twee
- 1924:  BK

### vier met stuurman
- 1924: 4e in herkansing OS in Parijs
- 1924:  EK in Zürich

### acht met stuurman
- 1928: 2e in herkansing reeksen OS in Amsterdam